# Apremont-sur-Allier
Apremont-sur-Allier (dt.: Apremont am Allier) ist eine französische Gemeinde mit 67 Einwohnern (Stand 1. Januar 2022) im Département Cher in der Region Centre-Val de Loire. Sie gehört zum Arrondissement Saint-Amand-Montrond und zum Kanton La Guerche-sur-l’Aubois.
Der am Allier nahe dessen Mündung in die Loire gelegene Ort gehört zu den schönsten Dörfern Frankreichs.

## Bevölkerungsentwicklung
| Jahr      | 1962 | 1968 | 1975 | 1982 | 1990 | 1999 | 2008 | 2018 |
| Einwohner | 208  | 180  | 144  | 106  | 83   | 87   | 76   | 71   |

## Sehenswürdigkeiten
- Burg Apremont, gegründet 12. bis 14. Jahrhundert, Monument historique
- Parc floral
- Ecluse des Lorrains, eine von zwei in Frankreich existierenden Rundschleusen

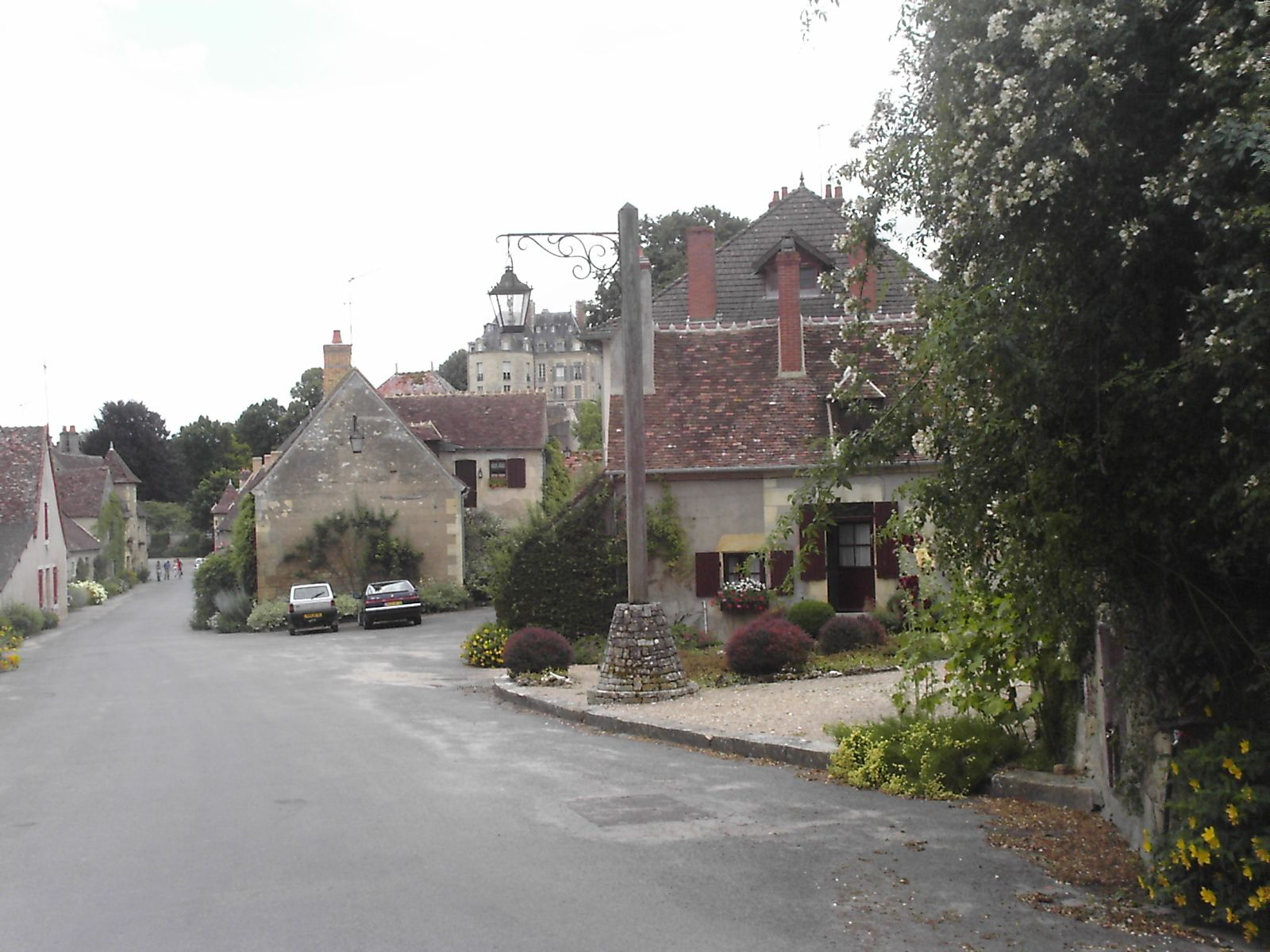
Départementsstraße D 45 in Apremont
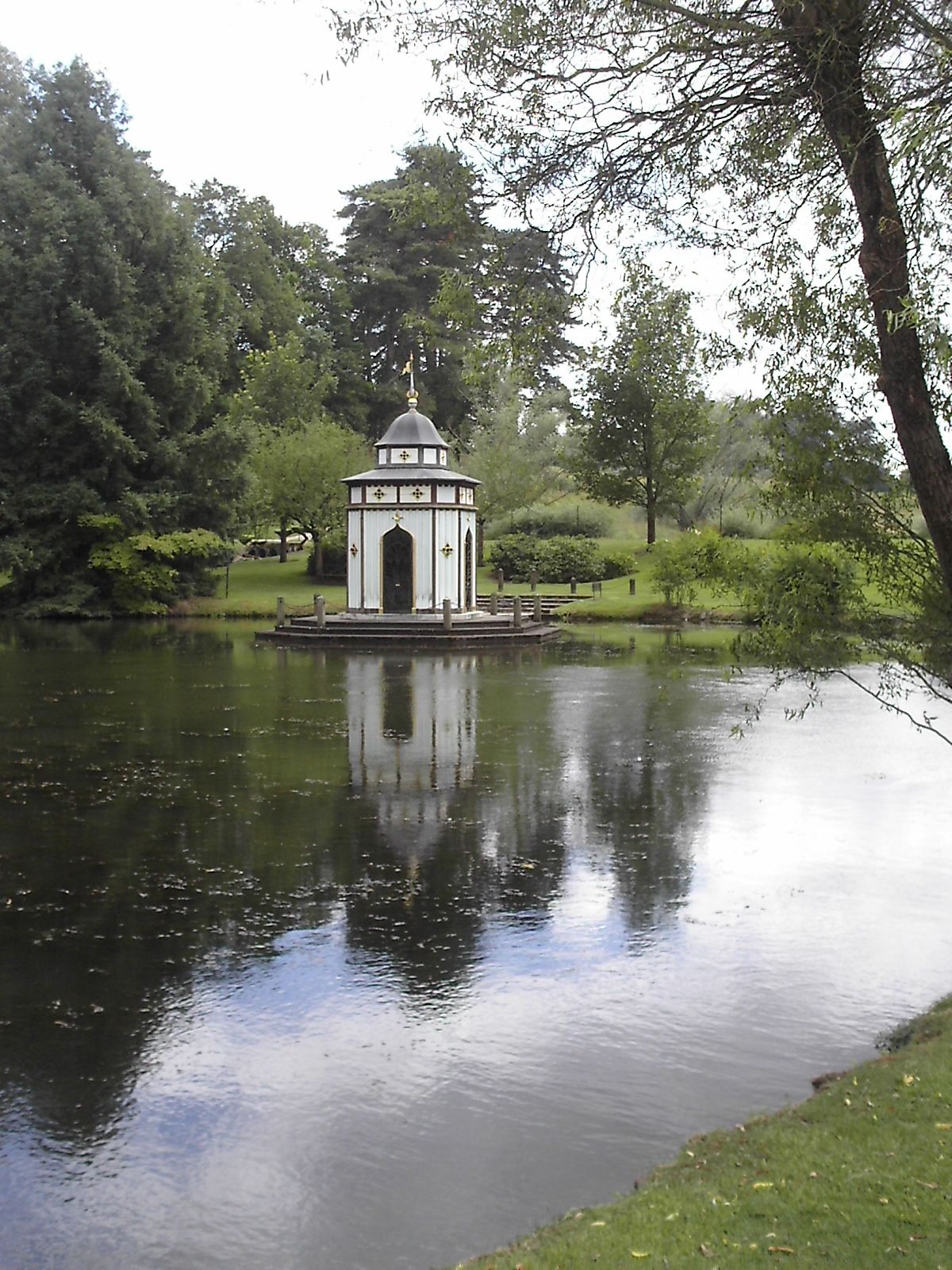
Türkischer Pavillon im Parc Floral
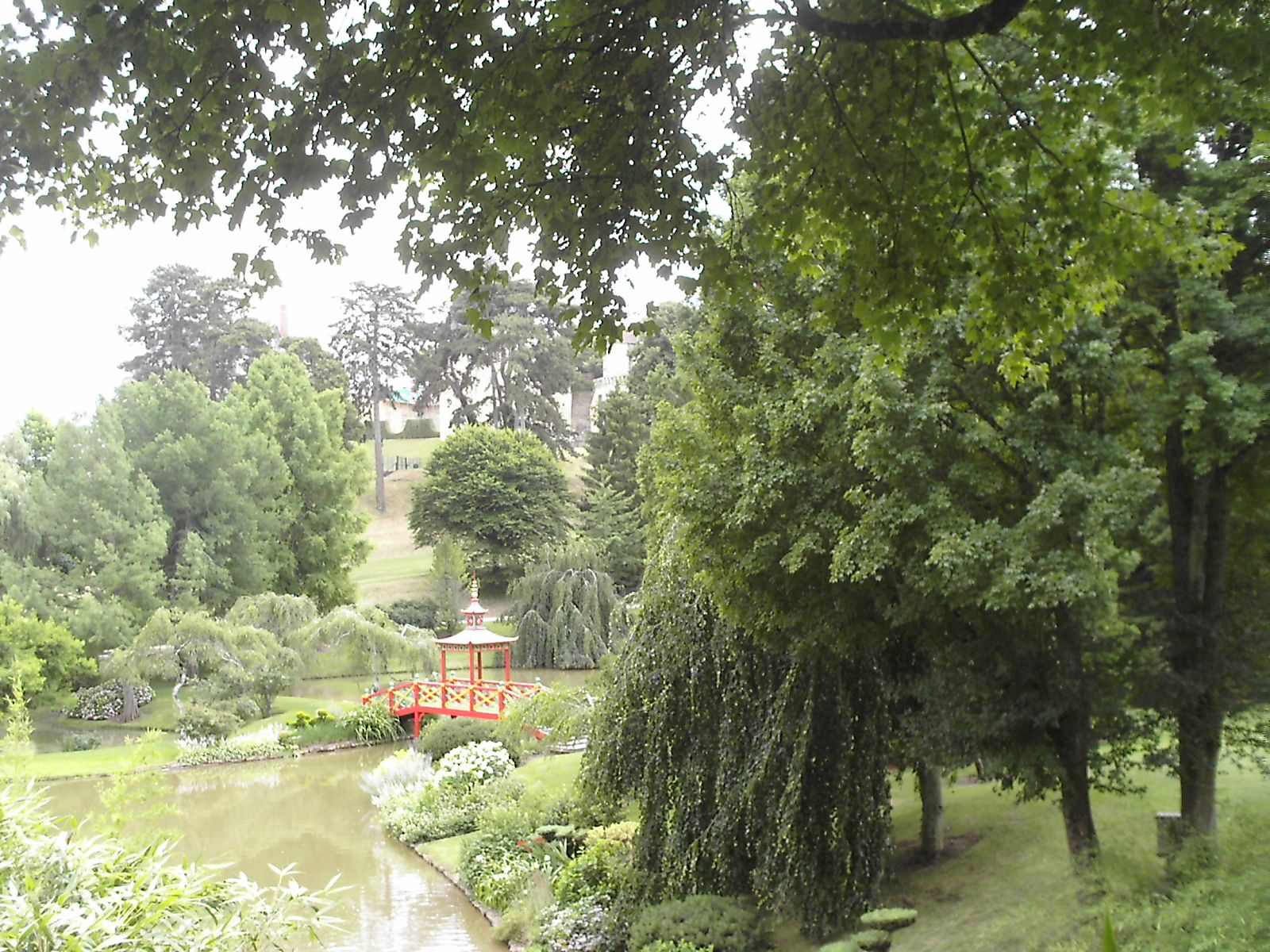
Chinesische Pagodenbrücke im Parc Floral